# اژدهای دریایی

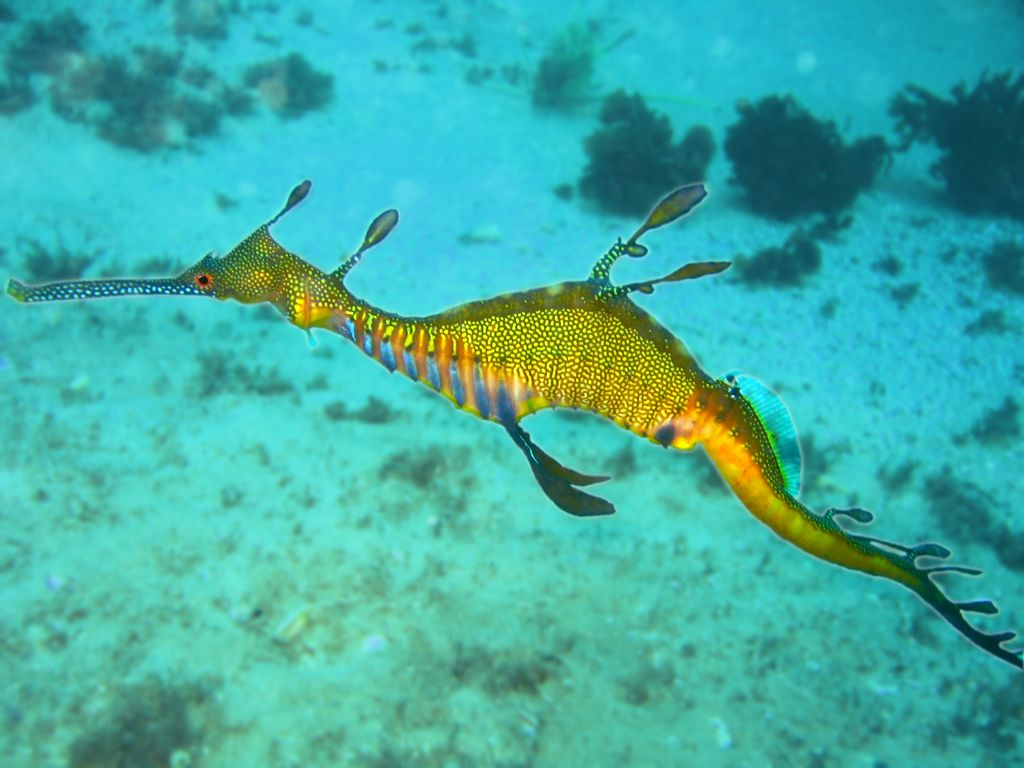
نمایی از «Phyllopteryx taeniolatus» نوعی اژدهای دریایی

اژدهای دریایی، خویشاوندان نزدیک اسب‌های دریایی هستند که بدن بزرگ‌تر و اندام‌های ثانوی برگ‌مانندی دارند که به به آنها این توانایی را می‌دهد که خود را در میان علف‌های دریایی یا بسترهای کتانجک پنهان سازند. اژدهای دریایی از ماهی‌های لیسه‌ای و آمفی‌پودها مانند سخت‌پوستان میگو مانند کوچک به نام مایسیدز (شپش‌های دریایی) تغذیه می‌کنند. آن‌ها شکار خود را به سوی دهان کوچک خود می‌مکند. بیشتر آمفی‌پودها از جلبک‌های قرمز که در سایه جنگل‌های کتانجک رشد می‌کنند، تغذیه می‌کنند و این دقیقاً همان محلی است که اژدهایان دریایی زندگی می‌کنند.